# بروس جوئل روبین
بروس جوئل روبین (انگلیسی: Bruce Joel Rubin؛ زادهٔ ۱۰ مارس ۱۹۴۳) یک کارگردان، فیلم‌نامه‌نویس، و تهیه‌کننده اهل ایالات متحده آمریکا است.
وی همچنین برنده جوایزی همچون جایزه اسکار بهترین فیلم‌نامه غیراقتباسی شده است.